# Cabalema
Cabalema ist ein osttimoresischer Ort im Suco Darulete (Verwaltungsamt Liquiçá, Gemeinde Liquiçá). Das Dorf liegt an der Südgrenze der Aldeia Carulema, auf dem Gipfel des Foho Cabalema (1133 m). Westlich befindet sich das Dorf Carulema, nördlich das Dorf Nunturi, südlich das Dorf Quirilelo und östlich das Dorf Caileli.